# Kanton Chalon-sur-Saône-Nord
Chalon-sur-Saône-Nord is een voormalig kanton van het Franse departement Saône-et-Loire. Het kanton maakte deel uit van het arrondissement Chalon-sur-Saône. Het werd opgeheven bij decreet van 18 februari 2014, met uitwerking op 22 maart 2015.

## Gemeenten
Het kanton Chalon-sur-Saône-Nord omvatte de volgende gemeenten:
- Chalon-sur-Saône (deels, hoofdplaats)
- Champforgeuil
- Crissey
- Farges-lès-Chalon
- Fragnes
- La Loyère
- Sassenay
- Virey-le-Grand